# (31787) Darcylawson
1999 KH14 (asteroide 31787) é um asteroide da cintura principal. Possui uma excentricidade de 0.11481440 e uma inclinação de 7.06219º.
Este asteroide foi descoberto no dia 18 de maio de 1999 por LINEAR em Socorro.